# Agrippa Menenius Lanatus (consul en -503)
Pour les articles homonymes, voir Agrippa et Menenius Lanatus.
Agrippa Menenius Lanatus est un patricien romain des débuts de la République romaine, consul en 503 av. J.-C. Il est le père de Titus Menenius Agrippae Lanatus (consul en 477 av. J.-C.),.
Il faut préciser que comme la plus grande partie des hommes et des institutions de cette époque romaine, la réalité de son existence historique et de ses actions nous échappe, nos sources lacunaires présentant par ailleurs des récits et des traditions considérablement réécrits et déformés.

## Biographie selon la tradition
Il est élu consul en 503 av. J.-C., année durant laquelle il triomphe des Sabins.
En 494 av. J.-C., il est envoyé par le sénat sur le mont Sacré (ou sur le mont Aventin) où s'est réfugiée la plèbe, accablée de dettes, lors d'une insurrection. Ayant le devoir de rétablir la concorde entre patriciens et plébéiens, il emploie le fameux apologue des membres et de l'estomac, grâce auquel il tente de démontrer que la cité ne peut exister sans la plèbe, mais que, parallèlement, la plèbe ne peut vivre sans la cité,, selon les termes suivants, d'après Aurelius Victor :
«  Les membres du corps humain, voyant que l'estomac restait oisif, séparèrent leur cause de la sienne, et lui refusèrent leur office. Mais cette conspiration les fit bientôt tomber eux-mêmes en langueur ; ils comprirent alors que l'estomac distribuait à chacun d'eux la nourriture qu'il avait reçue, et rentrèrent en grâce avec lui. Ainsi le sénat et le peuple, qui sont comme un seul corps, périssent par la désunion, et vivent pleins de force par la concorde. »
On ignore si Agrippa a réellement eu une influence sur le retour des plébéiens dans la cité, mais il est resté célèbre pour son apologue, plus tard repris par La Fontaine.
Mais selon la légende, cet apologue apaisa les esprits, car à la suite de cet événement, on institua par la Lex Sacrata les tribuns de la plèbe pour défendre les intérêts du peuple et servir d'intermédiaires entre le sénat et le peuple, : .
L'année suivante, en 493 av. J.-C., Agrippa Menenius meurt si pauvre que le peuple lui paie des funérailles, en hommage à l'homme qui a ramené la plèbe dans Rome et a été le lien entre le Sénat romain et le peuple.

### Auteurs antiques
- Aurelius Victor, Hommes illustres de la ville de Rome [détail des éditions] [lire en ligne]
- Dion Cassius, Histoire romaine [détail des éditions] [lire en ligne]
- Florus, Abrégé de l'Histoire Romaine [détail des éditions] [lire en ligne]
- Tite-Live, Histoire romaine [détail des éditions] [lire en ligne]

### Auteurs modernes
- (de) Georg Wissowa (dir.), Paulys Realencyclopädie der classischen Altertumswissenschaft (lire en ligne)
- (en) T. Robert S. Broughton, The Magistrates of the Roman Republic : Volume I, 509 B.C. - 100 B.C., New York, The American Philological Association, coll. « Philological Monographs, number XV, volume I », 1951, 578 p.
- (en) Henrik Mouritsen, Maggie Robb (dir.), « Digital Prosopography of the Roman Republic », King’s College London, 2018